# Andre Arendse
Andre Arendse (Città del Capo, 27 giugno 1967) è un ex calciatore sudafricano, di ruolo portiere.

## Palmarès

### Club

#### Competizioni nazionali
- Second Division: 1

Fulham: 1998-1999
- Premier Soccer League (Sudafrica): 2

SuperSport United: 2007-2008, 2008-2009